# Euophrys concolorata
Euophrys concolorata là một loài nhện trong họ Salticidae.
Loài này thuộc chi Euophrys. Euophrys concolorata được Carl Friedrich Roewer miêu tả năm 1951.